# El granjero astronauta
The Astronaut Farmer (El granjero astronauta en España) es una película dramática de 2006 dirigida por Michael Polish, quien coescribió el guion con su hermano gemelo Mark. La historia se enfoca en un ranchero de Texas que construye un cohete en su establo y, contra todo pronóstico, se lanza al espacio exterior.

## Producción
En How to build a rocket: the making of The Astronaut Farmer, un bonus en el DVD de la película, los guionistas Michael y Mark Polish revelan que utilizaron a su padre como un modelo para el personaje de Charles Farmer.
El traje espacial usado por el protagonista Charles Farmer es el mismo Mark V (o traje espacial Mercury) que fue vestido por los astronautas Mercury Seven antes del programa Mercury Atlas 9. Además, el cohete presentado en la película es una réplica a escala del Mercury Atlas que lanzó a los primeros astronautas estadounidenses en órbita. El cohete se llamaba The Dreamer (el soñador)

## Reparto
- Billy Bob Thornton como Charles Farmer.
- Virginia Madsen como Audrey "Audie" Farmer.
- Max Thieriot como Shepard Farmer, el hijo de 15 años del protagonista.
- Jasper Polish como Stanley Farmer, hija del protagonista.
- Logan Polish como Sunshine Farmer, hija del protagonista.
- Bruce Willis como el coronel Doug Masterson (no enlistado en los créditos), astronauta amigo del protagonista.
- Bruce Dern como Hal, el suegro del protagonista.
- Mark Polish como Mathis, agente del FBI.
- Jon Gries como Killbourne, agente del FBI.
- Tim Blake Nelson como Kevin Munchak, abogado del protagonista.
- Sal López como Pepe García, inmigrante mexicano ilegal que trabaja para el protagonista.
- J. K. Simmons como Jacobson.
- Kiersten Warren como Phyllis.
- Rick Overton como Arnold "Arnie" Millard.
- Richard Edson como el policía Chopper Miller.
- Elise Eberle como Madison Roberts.
- Julie White como la enfermera Beth Goode, que realiza el examen psiquiátrico del protagonista.
- Graham Beckel como Frank.
- Marshall Bell como el juez Miller.
- Kathleen Arc como la Sra. Harder.